# Triphosa consona
Triphosa consona là một loài bướm đêm trong họ Geometridae.